# Sylabotonizm
Sylabotonizm – system numeryczny wiersza oparty na zgodności liczby oraz układu sylab akcentowanych i nieakcentowanych w odpowiadających sobie wersach. Wywodzi się z antyku, związany jest z pieśnią. Rozmiar wersu nie powinien przekraczać sześciu stóp. Często w wierszu sylabotonicznym występuje akcent poboczny, utworzony przez rytm, zawsze średniówka, nigdy przerzutnia. Obok akcentów metrycznych, przewidzianych przez wzorzec, mogą występować akcenty pozametryczne. W zależności od rodzaju stóp tworzących wers wyróżnia się kilka rodzajów wierszy sylabotonicznych, najczęściej występują: ośmiozgłoskowce (tworzone przez trochej), dwunastozgłoskowce (tworzone przez jamb) oraz dziesięciozgłoskowce i siedmiozgłoskowce (tworzone przez anapest). Rodzaj wykorzystanej stopy wpływa na nastrój wiersza: amfibrach występuje w utworach monotonnych, trochej w utworach żywych, często związanych z tańcem i ruchem. Rygoryzm wiersza sylabotonicznego rozluźnił w poezji polskiej Tuwim, który wprowadził średniówkę wewnątrz stopy.
Najbardziej typowe wiersze sylabotoniczne pisali w Polsce Adam Asnyk, Maria Konopnicka, Leopold Staff, Bolesław Leśmian i Władysław Broniewski. Z wierszem sylabotonicznym nieregularnym eksperymentowali Jan Bolesław Ożóg i Igor Sikirycki (w przekładzie armeńskiego eposu narodowego Dawid z Sasunu.
Ta łza, co z oczu twoich spływa,
Jak ogień pali moją duszę;
I wciąż mnie dręczy myśl straszliwa,
Że cię w nieszczęściu rzucić muszę,
(Asnyk, Ta łza)
Sylabotonizm jest typowy dla literatur germańskich (angielskiej, niemieckiej i skandynawskich), jak też literatury rosyjskiej i kilku innych literatur słowiańskich (czeskiej i słowackiej oraz słoweńskiej). Oto klasyczny niemiecki przykład pięciostopowego jambu.
Natur und Kunst, sie scheinen sich zu fliehen,
Und haben sich, eh' man es denkt, gefunden;
Der Widerwille ist auch mir verschwunden,
Und beide scheinen gleich mich anzuziehen.
(Johann Wolfgang Goethe, Natur und Kunst)
W literaturze angielskiej najbardziej rozpowszechniony jest pentametr jambiczny, natomiast w literaturze rosyjskiej tetrametr jambiczny.
«Мой дядя самых честных правил[2],
Когда не в шутку занемог,
Он уважать себя заставил
И лучше выдумать не мог;
Его пример другим наука;
Но, Боже мой, какая скука
С больным сидеть и день и ночь,
Не отходя ни шагу прочь!
Какое низкое коварство
Полуживого забавлять,
Ему подушки поправлять,
Печально подносить лекарство,
Вздыхать и думать про себя:
Когда же чёрт возьмет тебя!»
(Aleksander Puszkin, Евгений Онегин)
Sylabotonizm panuje w wersyfikacji nowoczeskiej (od końca XVIII wieku). Metrum typowym dla czeskiej prozodii jest trochej, ale czeskich poetów najbardziej pociąga jamb. Oto ośmiostopowy trochej Jana Nerudy.
Na návsi je převeselo! Polka sedí v zlatých saních,
před nimi dva vraní koně, plno pestrých pentlí na nich,
nad nimi jak v mladém jaře tisíc písní vzduchem jásá,
kolem nich se tísní, víří, skáče, plesá veská chasa.
(Jan Neruda, Ballada o polce)